# Allt för Alla
Allt för Alla var en svensk veckotidning som utgavs 1912–1932 av Åhlén & Åkerlund och första numret kom ut den 10 november 1912. Den uppgick i Vårt Hem efter att sista numret (nr 45/1932) getts ut den 6 november 1932. Serier som 91:an Karlsson (i nr 23/1932) och Kronblom (i nr 29/1927) debuterade i Allt för Alla.

## Chefredaktörer,Huvudredaktörer I Urval
- Sigge Strömberg (1885–1920) 1914-1920